# Dub nad Starým rybníkem
Dub nad Starým rybníkem je památný strom dub letní (Quercus robur) v okrese Cheb v Karlovarském kraji. Roste při okraji místní komunikace asi 200 m východně od mlýna Křepkovice, u odbočení ke golfovému hřišti Teplá. Strom má širokou korunu, která sahá do výšky 20 m, obvod kmene měří 402 cm (měření 2014 resp. 2016).
Strom je chráněn od roku 2016 jako krajinná dominanta, strom významný stářím a vzrůstem.
Atraktivní a vitální strom dotváří ráz krajiny v okolí kláštera premonstrátů v Teplé.

## Stromy v okolí
- Hroznatova lípa
- Lípa u hřbitova
- Beranovská olše